# Estilo piramidal (fútbol)
El estilo piramidal, también llamado cinco en línea, es un sistema estratégico de fútbol, desarrollado en Inglaterra, en el año 1880. Este sistema poseía un esquema táctico 2-3-5, que acumulaba jugadores en la parte ofensiva del campo de juego, en letargo de la zona defensiva. Esta particularidad se sustentaba en las reglas de la posición de adelanto existentes por ese entonces en el fútbol, que consideraba una posición inválida de los delanteros cuando éstos tuviesen por delante menos de tres jugadores del equipo contrario en el área rival, considerando a defensas y arquero. De esta manera, y extendiendo la ventaja otorgada por la normativa, los equipos implementaban una defensa diagonal, consistente en un defensor que acompañaba al arquero en la parte de atrás, y a otro defensor cerca del mediocampo, tratando de forzar el fuera de juego del contrincante, y ampliando la zona de seguridad defensiva. Fue un sistema bastante popular hasta 1925, cuando fue modificada la regla del fuera de juego para ajustarlo a su diseño actual. En la ofensiva los dos delanteros de los extremos se encargaban de proyectarse por la banda y de centrar el balón, mientras que los delanteros en el eje central armaban las jugadas de ataque y ejecutaban los goles. En el mediocampo, y gracias a este sistema, surgió la figura del volante central y/o centrocampista.